# Maurik
Maurik (51° 58′ N, 5° 25′ L) é uma cidade dos Países Baixos, na província de Guéldria. Maurik pertence ao município de Buren, e está situada a 8 km, a norte de Tiel.
Em 2001, a cidade de Maurik tinha 2823 habitantes. A área urbana da cidade é de 0.60 km², e tem 1086 residências. 
A área de Maurik, que também inclui as partes periféricas da cidade, bem como a zona rural circundante, tem uma população estimada em 4100 habitantes.